# Maple Leaf Rag (Odeon Rag)/The Sheriff
Maple Leaf Rag (Odeon Rag)/The Sheriff, ultimo dei tre singoli pubblicati dalla Ricordi - serie Manticore (catalogo MAN 5409), è il secondo singolo del musicista britannico Keith Emerson e l’unico parzialmente da solista; infatti il lato B è opera di tutto il trio ELP, di cui è anche l'undicesimo singolo.

## I brani

### Maple Leaf Rag (Odeon Rag)
Maple Leaf Rag – sottotitolata Odeon Rag – è il brano che, oltre ad essere presente sul lato A del disco, anticipa l'album Works Volume 2. Ed è la cover di grande successo dell'omonimo ragtime, composto da Scott Joplin nel 1899.
Sigle televisive RAI
Questa versione, arrangiata da Keith Emerson e da lui eseguita con la London Philharmonic Orchestra, fu utilizzata in Italia dalla Rete 2 (l'odierna Rai 2) come sigla di chiusura della seconda edizione del rotocalco televisivo Odeon. Tutto quanto fa spettacolo; mentre la sigla finale dell'edizione precedente era una cover di Honky Tonk Train Blues, noto boogie-woogie composto da Meade Lux Lewis nel 1927.

### The Sheriff
The Sheriff, pur essendo presente sul lato B del disco, è la canzone estratta dall'album Trilogy (1972).

## Tracce
Lato A
1. Maple Leaf Rag (Odeon Rag) – 2:36 (musica: Scott Joplin – arr.: Keith Emerson; edizioni musicali John Stark & Son/Palm Beach International Recordings Ltd.) – Nuova sigla di Odeon. Tutto quanto fa spettacolo

Lato B
1. Emerson, Lake & Palmer – The Sheriff (vocale) – 3:21 (testo: Greg Lake – musica: Keith Emerson; edizioni musicali Manticore Music)

## Musicisti
- Keith Emerson – piano Steinway[1], organo Hammond[2]
- Greg Lake – basso, voce [2]
- Carl Palmer – batteria [2]
- London Philharmonic Orchestra – diretta da John Mayer [1]